# Тихоненко, Ксения Борисовна
Ксе́ния Бори́совна Тихоне́нко (род. 11 января 1993, Алма-Ата, Казахстан) — российская профессиональная баскетболистка, выступающая за клуб «УГМК». Играет на позиции центровой, а также тяжёлого форварда. Серебряный призёр чемпионата Европы по баскетболу среди девушек до 20 лет, самый ценный игрок этого турнира. Является мастером спорта по баскетболу.

## Биография
Ксения Тихоненко родилась в городе Алма-Ата, Казахстан. Отца Ксении зовут Борис Борисович, он был профессиональным баскетболистом, а после окончания карьеры совмещает должности президента Федерации баскетбола Краснодарского края и вице-президента баскетбольного клуба «Локомотив-Кубань». Его брат Валерий Тихоненко — прославленный баскетболист, чемпион Олимпийских игр в составе сборной СССР по баскетболу. Мать Тихоненко также была баскетболисткой. В раннем возрасте Ксения вместе с семьёй переехала в Санкт-Петербург, где играл её отец. Там, под руководством Киры Тржескал, она совершала свои первые шаги в баскетболе. Она также занималась плаванием и хореографией.

### Профессиональная карьера
В 14-летнем возрасте Тихоненко получила вызов на сбор в юниорскую сборную России, который проходил в городе Видное. Там на молодую баскетболистку обратили внимание представители профессионального баскетбольного клуба «Спарта энд К». Ксению пригласили в молодёжную команду, и она начала тренироваться в клубе. В 15 лет в финале молодежной баскетбольной ассоциации среди девушек 1993 года рождения Ксения набрала 32 очка и 31 подбор. В сезоне 2011/12 годов Тихоненко перевели в основную команду.

Баскетбол – цель всей моей жизни, мне так стыдно, если за игру не получается заработать ни одного очка. Такое было всего раз или два, и надеюсь, больше не повторится.
— Ксения Тихоненко
18 июня 2012 года Тихоненко перешла в румынский клуб «Тырговиште» на правах аренды.

### Сборная

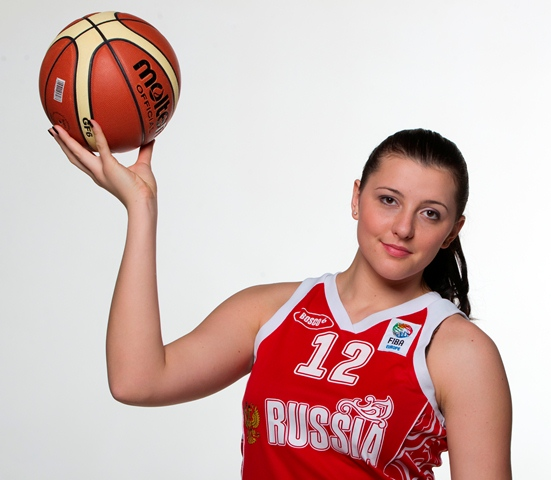
Тихоненко в форме сборной России

Начиная с 14 лет Тихоненко стали вызывать на сборы молодёжных команд сборной. Первым крупным соревнованием для неё стал чемпионат Европы среди девушек не старше 16 лет 2009 года, который проходил в Неаполе, Италия. Тихоненко была лидером сборной на первом групповом этапе, набирая 13 очков и 8 подборов в среднем за игру. Сборная России заняла первое место в своей группе, одержав три победы в трёх матчах. На следующей стадии турнира Тихоненко выступила ещё уверенней, в игре против сборной Польши она набрала 23 очка и 12 подборов, а в противостоянии с француженками 18 очков и 11 подборов. В четвертьфинале россиянки встречались с девушками из Италии, Тихоненко стала самым результативным игроком матча, имея после финальной сирены дабл-дабл — 20 очков и 14 подборов. Сборная России победила в напряжённой борьбе с разницей в одно очко и вышла в полуфинал чемпионата. В ½ финала путь россиянкам преградила сборная Испании, которая затем выиграла турнир, обыграв в финале бельгиек. Поражением закончился и матч за 3—4-е места против битой на групповом этапе сборной Франции, российская команда уступила с разгромным счётом и не смогла завоевать бронзовые медали. Несмотря на неудачный матч для сборной, Тихоненко набрала 16 очков и 14 подборов, сделав очередной уверенный дабл-дабл. По итогам турнира Ксения вошла в символическую пятёрку лучших игроков чемпионата.
В июле 2010 года Тихоненко приняла участие в первом в истории женском чемпионате мира среди девушек до 17 лет, который прошёл в Тулузе, Франция. Ксения уверено начала турнир, набрав 22 очка и 16 подборов в победной игре против сборной Японии. Затем россиянки проиграли две встречи подряд против команд США и Франции, в матче с француженками Ксения сделала дабл-дабл (13 очков и 10 подборов). Также удачным для неё был последний матч предварительного этапа против сборной Турции, в котором она набрала 18 очков и 15 подборов. В четвертьфинале сборная России уступила китаянкам и начала борьбу в турнире за 5—8-е места. В первой игре мини-соревнования была повержена сборная Испании, Тихоненко набрала 20 очков и 9 подборов. В матче за 5-е место россиянки неожиданно проиграли сборной Японии — провалив вторую половину матча со счётом 48:27, они уступили с общим счётом 74:68.
На свой второй чемпионат мира Тихоненко отправилась в составе сборной не старше 19 лет, он проходил в двух городах: Пуэрто-Монт и Пуэрто-Варас, страна организатор — Чили. Россиянки попали в одну группу с фаворитами соревнований сборной США. В первой игре турнира против аргентинской команды Тихоненко сделала дабл-дабл, набрав 18 очков и 10 подборов. Проиграв американкам во второму раунде, сборная России уступила и в третьем матче против сборной Японии. Несмотря на два поражения, россиянки вышли из группы с третьего места. На втором этапе соревнований Тихоненко проявила себя в победных играх против сборных Китая (20 очков и 8 подборов) и Италии (22 подбора). В четвертьфинале турнира сборная России уступила в упорной борьбе набравшим ход бразильянкам, Ксения набрала 10 очков и 12 подборов. В матчах за 5—8-е места российская команда уступила сначала сборной Франции, а затем, в матче за 7-е место, сборной Японии. В игре с японками Тихоненко набрала 21 очко и 17 подборов.
Спустя всего несколько дней после окончания Чемпионата мира в Чили Тихоненко приняла участие в чемпионате Европы среди девушек не старше 18 лет, который проходил в Румынии. Россиянки проиграли в матче-открытии против хозяек первенства, Ксения набрала 12 очков и 10 подборов. Она отметилась дабл-даблом и в следующей игре против сборной Турции (12 очков и 10 подборов), которая также закончилась поражением сборной России. В третьем туре россиянки уступили сборной Швеции и потеряли шансы побороться за высокое место на чемпионате. В группе команд, боровшихся за 13—16-е места, сборная России одержала пять побед подряд и заняла 13-е место. Тихоненко стала лучшей в команде по количеству очков — 12,3 в среднем за матч, подборов — 8,1 и блок-шотов — 1,9.
Летом 2012 года Тихоненко приняла участие в чемпионате Европы среди девушек не старше 20 лет, который проходил в Дебрецене, Венгрия. Россиянки начали предварительный этап с победы над сборной Великобритании. В следующем матче сборная России встречалась с командой из Словакии и уступила 3 очка в напряжённой концовке, Тихоненко набрала 13 очков и 9 подборов. В заключительной игре предварительного этапа россиянки одолели сборную Сербии, Ксения набрала 12 очков и 9 подборов. Сборная России победила принципиальных соперниц из Франции в первом матче второго группового турнира, Тихоненко была лидером команды по количеству очков — 12 — и подборов — 11. Затем россиянки неожиданно уступили сборной Украины со счётом 68:62, а в следующей игре и сборной Турции. Несмотря на два поражения подряд, сборной России удалось пробиться в четвертьфинал турнира, где команде удалось обыграть шведок, добыв решающее преимущество в первой половине матча, Тихоненко набрала 14 очков и 9 подборов. В полуфинале россиянки победили сборную Голландии, Тихоненко провела свой лучший матч на турнире, набрав 13 очков, 17 подборов и 3 блок-шота. В финале сборная России встречалась с действующими чемпионками Европы испанками. С самого начала игры испанская команда завладела преимуществом и организовала рывок 12:1. Последнюю четверть сборная России начала, уступая 10 очков, и так и не смогла сократить преимущество, уступив с итоговым счётом 59:46. Тихоненко набрала 12 очков и 6 подборов. После окончания матча ей была вручена награда самому ценному игроку чемпионата, она вошла в символическую пятёрку лучших игроков турнира, а также стала лучшей баскетболисткой чемпионата по количеству подборов — 11 в среднем за игру.
|  |  |  |